# Harry Breuer
Harry Breuer (Brooklyn, Nueva York, 24 de octubre de 1901-Nueva York, 27 de junio de 1989) fue un compositor estadounidense, conocido por el grupo Harry Breuer and His Quintet y por el álbum The Happy Moog que hizo en colaboración con el compositor francés Jean-Jacques Perrey en 1969.

## Biografía
Breuer nació el 24 de octubre de 1901. Mientras estudiaba en la escuela secundaria tocaba el violín, pero luego se pasó al xilófono y se convirtió en un virtuoso de aquel instrumento. Breuer tocó en el programa de radio Cliquot Club Eskimos. Fue un solista destacado del xilófono en Roky's Gang, la banda de escenario de Roky's Theatre en la ciudad de Nueva York y siguió siendo el centro de atención tras mudarse a la orquesta de la Radio City Music Hall. Se puso a trabajar para los estudios cinematográficos de Warner Brothers y Fox a finales de la década de 1930 y en los años 1940 apareció en varios temas cortos y películas educativas. En 1943 se presentó en televisión, donde tocaba el xilófono y al final de sus presentaciones tocaba la canción El vuelo del abejorro de Rimsky Korsakov con dicho instrumento. En 1949 junto con Jesse Crawford publicaron el álbum Rock of Ages y en los años 1950 formó la agrupación Harry Breuer and His Quintet y publicó dos álbumes, Mallet Magic en 1957 y Mallet Mischief en 1958.
En ese mismo año Harry Breuer, Jesse Crawford y Jessie Leeds grabaron el álbum Lead Kindly Light. A inicios de los 60s grabó 2 álbumes llamados, el primero es Percussive Vaudeville y el segundo The Happy Sound of Ragtime y al año siguiente en 1961 publicó el álbum Organ And Chimes Play Christmas Carols en colaboración con Milton Kaye. A mitad de los años 1960 conoció a Perrey en la ciudad de Nueva York y juntos grabaron algunas canciones para los álbumes The in Sound From Way Out y The Amazing New Electronic Pop Sound of Jean-Jacques Perrey. En 1969 lanzaron el álbum The Happy Moog. Durante las décadas de los 60s y los 70s trabajó en la televisión, comerciales y películas, el compuso e interpretó música para las comedias del Cine mudo como de Harold Lloyd y otras comedias más, El regresó a la radio como músico de plantilla en NBC donde permaneció hasta finales de la década de los 70, Breuer publicó libros de práctica y guías del estudio y una amplia variedad de Instrumentos de Percusión, también interpretó varias melodías de Música clásica y Música romántica como algunas melodías de artistas rusos y soviéticos como Stravinsky, Shostakovich y Korsakov, Breuer junto a Pat Prilly la hija de Perrey lanzaron el álbum Moog is Moog en 1977. Él murió en 1989 en Nueva York.

## Discografía
| Artistas                                    | Álbum                                  | Año  |
| ------------------------------------------- | -------------------------------------- | ---- |
| Harry Breuer y Jesse Crawford               | Rock of Ages                           | 1949 |
| Harry Breuer and His Quintet                | Mallet Magic                           | 1957 |
| Harry Breuer and His Quintet                | Mallet Mischief                        | 1958 |
| Harry Breuer, Jesse Crawford y Jessie Leeds | Lead Kindly Light                      | 1958 |
| Harry Breuer                                | Percussive Vaudeville                  | 1960 |
| Harry Breuer                                | The Happy Sound of Ragtime             | 1960 |
| Harry Breuer y Milton Kaye                  | Organ And Chimes Play Christmas Carols | 1961 |
| Jean-Jacques Perrey y Harry Breuer          | The Happy Moog                         | 1969 |
| Harry Breuer y Pat Prilly                   | Moog is Moog                           | 1977 |